# Одинель I де Умфравиль
Одинель I де Умфравиль (англ. Odinel de Umfraville; умер около 1166) — английский аристократ, сын Роберта I де Умфравиля. В его владении находились земли в Нортумберленде (с замком Прадо) и Йоркшире. Получил от английского короля Генриха II Плантагенета земли, в которых около 1160 года начал строительство замка Харботтл.

## Происхождение
Документально не установлено, когда представители рода появились в Англии. В настоящее время считается наиболее вероятным, что Умфравили происходят из нормандского поселения Офранвиль, расположенного недалеко от Дьеппа. Первым достоверно известным представителем рода был Роберт I де Умфравиль, получивший от английского короля Генриха I владения в Нортумберленде и Йоркшире. Главной резиденцией Умфравилей стал замок Прадо, располагавшийся к югу от реки Тайн, который позволял контролировать дорогу из Карлайла в Ньюкасл. Кроме того, вероятно, что именно Роберт I де Умфравиль получил в Шотландии владения в Киннэрде и Данипасе (Стерлингшир), которыми позже распоряжались его потомки.
Роберт от брака с неизвестной оставил двух сыновей: Одинеля I и, вероятно, Гилберта I. 

## Биография

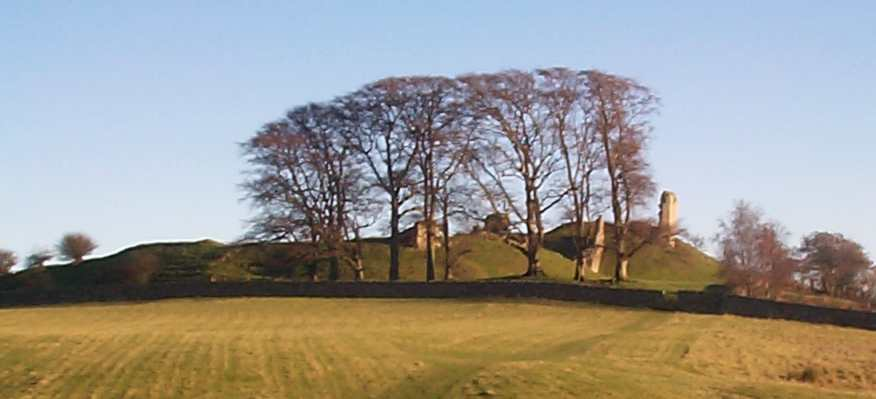
Руины замка Харботтл, построенного Одинелем

Одинель около 1145 года унаследовал владения отца в Нортумберленде с центром в Прадо. Хотя он был вассалом английского короля, но он сохранил и связи с Шотландией: его имя несколько раз встречается в качестве свидетеля на хартиях шотландских королей Давида I и Малькольма IV, а также будущего шотландского короля Вильгельма I Льва (который в этот период был графом Нортумберленда) и епископа Сент-Эндрюса Роберта.
В 1156 году Одинель участвовал в судебном процессе против Уильяма де Вески. А незадолго до 1162 года в Уэлтоне Одинель выносил приговор, касающихся земель в Баррадоне и Уиллринтоне.
В 1158 году Одинель сопровождал английского короля Генриха II Плантагенета в Камберленд.
Около 1157 году Генрих II, который стремился обезопасить Нортумберленд от шотландцев, предоставил Одинелю земли с условием, что тот там построит замок. Строительство деревянного замка типа мотт и бейли, названного получившего название Харботтл, началось около 1160 года. 
Последний раз Одинель упоминается в 1166 году в качестве владельца двух рыцарских фьефов в Йоркшире. Ему наследовал сын, Одинель II.

## Брак и дети
Имя жены Одинеля неизвестно. Дети:
- Одинель II де Умфравиль (умер в 1182), феодальный барон Прадо[2][4].